# Gerald Young
Gerald Anthony Young (né le 22 octobre 1964 à Tela, Honduras) est un ancien joueur de champ extérieur de la Ligue majeure de baseball. Il évolue pour les Astros de Houston de 1987 à 1992, les Rockies du Colorado en 1993 et les Cardinals de Saint-Louis en 1994.
Premier joueur (et en date de 2015 le seul) né au Honduras à évoluer dans le baseball majeur, Gerald Young a réussi 155 buts volés en 8 ans de carrière et les 65 réussis en 1988 représentent le record d'équipe en une saison avec les Astros de Houston. Young fait en 1993 pour quelques matchs partie des Rockies du Colorado à leur première saison d'existence.

## Carrière
Né au Honduras, Gerald Young étudie à l'école secondaire de la vallée de Santa Ana en Californie, aux États-Unis, et est repêché par les Mets de New York au 5e tour de sélection en juin 1982. Le 31 août 1984, les Mets échangent deux jeunes joueurs des ligues mineures, Young et l'arrêt-court Manuel Lee, aux Astros de Houston contre le joueur de troisième but Ray Knight. C'est avec Houston que Young fait ses débuts dans le baseball majeur le 8 juillet 1987.
Il connaît une courte, mais prometteuse saison recrue en 1987, durant laquelle il maintient une moyenne au bâton de, 321 et un pourcentage de présence sur les buts de ,380 en 71 parties jouées. Il réussit 26 vols de buts et termine 5e du vote de fin d'année désignant la meilleure recrue de la Ligue nationale.
En 1988, il termine 3e des majeures et second de la Ligue nationale derrière Vince Coleman avec 65 buts volés, mais il est aussi retiré en tentative de vol à 27 reprises, le plus haut total de sa ligue. Ses 65 buts volés battent le record d'équipe des Astros qui était de 61 par César Cedeño en 1977 et, après la saison 2014, la marque de Young n'a toujours pas été dépassée.
Son pourcentage de réussite en tentative de vol, déjà faible à 71 % en 1988, chute à 58 % en 1989, alors qu'il vole 34 buts mais rate 25 fois, plus que tout autre joueur des majeures cette saison-là. Sa moyenne au bâton de ,257 passe aussi à ,233 en 1989, tandis que sa moyenne de présence sur les buts ne s'élève qu'à ,334 et ,326 respectivement au cours de ces deux campagnes. Il peine à maintenir sa moyenne au bâton au-dessus de ,200 au cours des saisons suivantes, ne frappant que pour ,175 en 57 parties des Astros en 1990 et ,218 en 108 matchs en 1991. Sa dernière saison à Houston est jouée en 1992. 
En octobre 1992, Gerald Young, qui est devenu agent libre, rejoint la nouvelle équipe des Rockies du Colorado, une franchise qui débute en 1993 en Ligue nationale. Il n'apparaît que dans 19 matchs des Rockies et ne réussit qu'un coup sûr. Sa carrière prend fin en 1994 après 13 coups sûrs réussis en 16 matchs chez les Cardinals de Saint-Louis.
Gerald Young a disputé 640 matchs au total dans le baseball majeur, dont 605 pour les Astros de Houston. Au total, il a réussi 446 coups sûrs, dont 58 doubles, 17 triples et trois circuits. Il compte 259 points marqués, 155 buts volés en 73 tentatives et 113 points produits. Sa moyenne au bâton en carrière s'élève à ,246 et sa moyenne de présence sur les buts à ,329. En défensive, il ne joue qu'au champ extérieur, et presque exclusivement au champ centre.